# Joe Dassin (Le Costume blanc)
Le Costume blanc è un album discografico del cantante francese Joe Dassin, pubblicato nel 1975 dalla CBS Disques.

## Tracce

### Lato A
1. Et si tu n'existais pas (Vito Pallavicini, Toto Cutugno, Pasquale Losito, Pierre Delanoë) 03:25
2. Il faut naître à Monaco (Pierre Delanoë, Claude Lemesle, Joe Dassin) 3:56
3. Chanson triste (Pierre Delanoë, Claude Lemesle, Bernard Estardy) 04:00
4. Le Costume blanc (Pierre Delanoë, Claude Lemesle, Joe Dassin) 3:06
5. L'Albatros (G. Lenorman, Pierre Delanoë, Vito Pallavicini, Toto Cutugno, Tonet) 03:05
6. Alors qu'est-ce que c'est? (Stevie Wonder) adattamento in francese a cura di (Pierre Delanoë et Claude Lemesle) 2:41

### Lato B
1. Ça va pas changer le monde (Vito Pallavicini, Joe Dassin, Pino Massara) 03:00
2. Salut  (Vito Pallavicini, Toto Cutugno, Pasquale Losito) 03:20
3. Carolina  Des Parton 3:14
4. C'est la nuit (Johanna Hall, John Hall) 2:50
5. Ma musique (Gavin Sutherland) 02:50
6. Piano mécanique (Pierre Delanoë, Claude Lemesle, Claude Bolling) 02:36